# Деян Тодоров
Деян Тодоров е български скиор, състезател по алпийски ски, роден на 29 януари 1983 в София, България. Национален шампион на България в дисциплината слалом за 2010 г. и носител на купа „България“ за същата година. Участник на зимната олимпиада в Торино 2006, три световни първенства по алпийски ски, в Световната и Европейската купа по алпийски ски.

## Състезателна кариера
Първият международен старт на Деян Тодоров в състезание от календара на Международната федерация по ски (ФИС) е на 4 януари 1999 г. в Закопане, Полша. За първи път участва на световно първенство по алпийски ски през 2003 г. в Санкт Мориц, Швейцария. Там стартира единствено в слалома и остава на 45-о място в класирането в тази дисциплина. На следващото световно първенство – Бормио 2005, участва и на слалом, и на гигантски слалом. В гигантския слалом обаче не успява да завърши, докато в слалома се класира на 34-та позиция. Година по-късно Деян Тодоров стартира на зимната олимпиада в Торино 2006, където обаче не успява да завърши във втория манш на слалома. Най-доброто си постижение на голямо първенство прави в Оре 2007, където се класира на 21-во място на слалом. А на световното първенство във Валдизер през 2009 г., не взима участие по преценка на Федерацията, въпреки че преди световното печели няколко старта за ФИС и има най-много ФИС точки от българските скиори. Има три старта за Световната купа по алпийски ски, но не успява да спечели точки в тях, както и единадесет участия за Европейската купа, като най-предното му класиране в тях е 29-о място на слалом в Оберьош, Германия на 15 януари 2009 г.  Спечелил е общо четири международни състезания при мъжете, включени в календара на Международната федерация по ски (ФИС), като и четирите са в дисциплината слалом – Загреб/Слиеме, Хърватия (21 януари 2009 г.); София/Витоша, България (26 януари 2009 г.); Боровец, България (29 януари 2010 г.); Пампорово, България (27.03.2010 г.). Най-доброто класиране на Тодоров в ранглистата на Международната федерация по ски (ФИС) е 188-о място с 19.92 ФИС точки във втората ранглиста за сезон 2008/2009. Въпреки постигнатите успехи от Деян Тодоров през същия този сезон 2008/2009, с решение на Управителния съвет на българската федерация по ски, той, заедно с другите двама най-добри български скиори в ранглистата на ФИС – Стефан Георгиев и Михаил Седянков, са отстранени от националния отбор и обявени за безперспективни.(най-фрапиращото е че, това става точно Осем месеца преди Олипийските игри Ванкувър 2010 г. Деян Тодоров не приема предложеното му треньорско място в ски клуб Витоша  и продължава своята състезателна кариера и, макар да се подготвя сам, извън националния отбор на България, той успява да спечели националното първенство на България по алпийски ски в дисциплината слалом за 2010 г.,  както и да стане носител на купа „България“ по алпийски ски за същата година.  С взимането на купа „България“ Деян Тодоров успява да прекъсне продължилата близо десет години доминация в България на Стефан Георгиев. През 2010 г. Тодоров печели още и купа „Пампорово“, а на Шарпланинската купа в Република Македония остава четвърти в общото класиране. От началото на 2011 година работи като асистент в Национална Спортна Академия „Васил Левски“.

## Резултати на олимпийски игри и световни първенства

### Олимпийски игри
| Олимпийски игри | Торино 2006                |
| Слалом          | не завършва във втори манш |

### Световни първенства по алпийски ски
| Световно първенство | Санкт Мориц 2003 |
| Слалом              | 45               |

| Световно първенство | Бормио 2005                |
| Гигантски слалом    | не завършва във втори манш |
| Слалом              | 34                         |

| Световно първенство | Оре 2007                                                    |
| Гигантски слалом    | не се класира за финалното състезание (31 в квалификациите) |
| Слалом              | 21                                                          |